# 長寛勘文
長寛勘文（ちょうかんかんもん、ちょうかんのかんもん）は、平安時代の長寛年間（1163年 - 1164年）に編纂された勘文。

## 概要
勘文中に「熊野権現垂迹縁起」（くまのごんげんすいじゃくえんぎ）が引用されていることでも知られる。
熊野社領である甲斐国八代荘で発生した八代荘停廃事件を機にまとめられたもので、平安後期における国衙と荘園の対立を物語ると同時に、熊野と伊勢との祭神が異なることが公式に確認された文書である。

## 成立事情
長寛勘文成立の契機となったのは甲斐国八代荘（山梨県東八代郡笛吹市八代町）における、熊野神人と甲斐守藤原忠重との紛争である。八代荘は、久安年間（1145年 - 1151年）に甲斐守藤原顕時が朝廷の承認を得て熊野本宮大社に寄進した荘園である。八代荘は甲斐国八代郡にあり、寄進を受けた時の熊野別当湛快は牓示を立てて社領であることを示した。院政期には院や院近臣の間で熊野信仰が盛んであったことから、数年後に鳥羽院は院庁下文を発して国司の妨害や公租を禁じたことにより、熊野社領荘園として公認された。さらにこの数年後には、近隣の長江荘および安多荘が社領に加納田として加えられ、これらの荘園も同じく鳥羽院の院庁下文により公租免除とされた。応保2年（1162年）、甲斐守に任じられた藤原忠重は、国内に新設された荘園や加納田を停廃せよとの宣旨を受け、甲斐国に下向させる目代の中原清弘にその旨を命じた。清弘は、在庁官人の三枝守政らとともに八代荘に軍兵を率いて侵入し、荘園の神人の抵抗を斥けて、牓示を撤去し、年貢を強奪したばかりか、在家追捕、神人の監禁・傷害といった濫行を起こした。
これに対し、熊野山はただちに朝廷に提訴し、翌長寛元年（1163年）、朝廷は明法博士の中原業倫に勘申させた。業倫は、八代荘設立の経緯と「熊野権現垂迹縁起」の記述とを根拠として、忠重らの狼藉を、院庁下文を無視し、伊勢と同体である熊野権現を侵犯したことから律の盗大祀御神物に相当するとして、絞刑とするべきだと勘申した。業倫の勘申により、伊勢と熊野が同体であるか否かが問題となり、断罪以上に重要な問題として関心を集めた。こうして有識者の意見が募られ、藤原範兼、中原師光（以上、同年4月15日付）、藤原永範（同年4月16日付）、藤原長光（同年4月21日）、藤原伊通（長寛2年〈1164年〉4月2日付）、清原頼業（同年4月24日付）といった人々が意見を述べた。これらの意見により、廟議は忠重を伊予国に配流し、清弘を投獄した。これら一連の過程で著された文書を集成したものが長寛勘文である。

## 解題
平安末期における地方官人と荘園との対立に端を発する事件は、荘園を国衙の支配下に置こうと企てた官人が配流となることで幕を閉じた。すなわち、この事件により、国司の権限が荘園に及ばなくなっていることだけでなく、天皇の宣旨よりも院庁下文が優先することが確認された。同時に当時の神祇に関する宗教思想のあり方を知ることができる点や、平安後期における院による熊野三山への支援を知ることができる点において、重要な史料となっている。
また、中原業倫の勘文より、忠重が寛徳年間（1045年 - 1046年）以後の荘園停廃の申請を行ってそれを元にした宣旨を受けて、清弘を八代荘に入れていることが判明する。これは保元の荘園整理令によって荘園停廃の基準が久寿2年（1155年）に引き下げられたことと矛盾する。保元の整理令に基づけば八代荘は整理令の対象外であるが、一連の事件において宣旨と整理令の矛盾について問題視された形跡はない。これは中央政府における荘園停廃の基準の変更をもって、地方の国司が前任者以前の国司による先例に基づいて申請する荘園停廃の基準を変更（寛徳→久寿）させることは出来なかったという当時の先例重視の思想の反映とみられている。これは事件の10年近く後に摂津国司が出した荘園整理令の申請が「寛徳」を停廃基準としたままであったが、先例があることを理由に異論が出されることなく承認されている（『玉葉』承安2年閏12月23日条）ことからも裏付けられる。

## 活字本書誌
群書類従雑部に収録されている。活字本書誌は以下の通り。
- 塙保己一編、続群書類従完成会校、1971、『群書類従第26輯』、続群書類従完成会

続群書類従完成会による解題が以下にある。
- 続群書類従完成会編、1961、『群書解題19』、続群書類従完成会

## 文献
- 秋山 敬、1984、「八代荘の成立事情」、地方研究協議会編、『甲府盆地 - その歴史と地域性』、雄山閣出版 ISBN 4639004001
- 国史大辞典編集委員会編、1985、『国史大辞典6』、吉川弘文館 ISBN 4642005064
- 続群書類従完成会編、1961、『群書解題19』、続群書類従完成会
- 平凡社編、1994、『日本史大事典6』、平凡社 ISBN 4582131069
- 宮家 準、1992、『熊野修験』、吉川弘文館（日本歴史叢書） ISBN 4642066497